# Litauische Eishockeyliga 2017/18
Die Saison 2017/18 war die 27. Spielzeit der litauischen Eishockeyliga, der höchsten litauischen Eishockeyspielklasse. Die litauische Meisterschaft gewann zum 21. Mal in der Vereinsgeschichte und zum dritten Mal in Folge der SC Energija.

## Modus
Insgesamt nahmen zunächst sieben Mannschaften an der Nacionaline ledo ritulio lyga teil. Juodupės Juodupė stellte jedoch im Dezember 2017 den Spielbetrieb ein, so dass nur noch sechs Mannschaften verblieben. In der Hauptrunde absolvierte jede der Mannschaften so noch 20 Spiele. Anschließend wurde in den Playoffs der Meister ermittelt. Für einen Sieg nach regulärer Spielzeit erhielt jede Mannschaft drei Punkte, bei einem Sieg nach Overtime gab es zwei Punkte, bei einer Niederlage nach Overtime gab es ein Punkt und bei einer Niederlage nach regulärer Spielzeit null Punkte. In den Playoffs wurden das Viertelfinale und das Halbfinale nach dem Modus Best-of-Three und das Finale im Modus Best-of-Five ausgetragen.

## Hauptrunde
Legende: Sp = Spiele, S = Siege, N = Niederlagen, OTS = Overtime-Siege, OTN = Overtime-Niederlage, SOS = Penalty-Siege, SON = Penalty-Niederlage
|    | Klub                     | Sp | S  | OTS | OTN | N  | Tore    | Punkte |
| -- | ------------------------ | -- | -- | --- | --- | -- | ------- | ------ |
| 1. | SC Energija              | 20 | 19 | 0   | 0   | 1  | 155:046 | 57     |
| 2. | Kaunas Hockey            | 20 | 12 | 2   | 1   | 5  | 096:053 | 41     |
| 3. | Vilnius Hockey Punks     | 20 | 10 | 0   | 2   | 8  | 091:081 | 32     |
| 4. | Baltija Klaipėda         | 20 | 6  | 2   | 0   | 12 | 075:128 | 22     |
| 5. | Geležinis vilkas Vilnius | 20 | 6  | 0   | 0   | 14 | 063:107 | 18     |
| 6. | Rokiškio Rokiškis        | 20 | 3  | 0   | 1   | 18 | 047:112 | 10     |
| 7. | Juodupės Juodupė         | 0  | 0  | 0   | 0   | 0  | 000:000 | 0      |

Der SC Energija erlitt seine einzige Saisonniederlage am 22. September 2017 mit 4:5 bei Kaunas Hockey. Juodupės Juodupė zog sich im Dezember 2017 vom Spielbetrieb zurück. Alle Ergebnisse des Klubs wurden annulliert.

## Playoffs

### Viertelfinale
- Baltija Klaipėda  – Geležinis vilkas Vilnius 1:5, 4:3, 2:3
- Vilnius Hockey Punks  – Rokiškio Rokiškis 7:1, 4:5, 9:1

Der SC Energija und Kaunas Hockey erhielten als Sieger und Zweiter der Hauptrunde ein Freilos.

### Halbfinale
- SC Energija – Geležinis vilkas Vilnius 7:2, 8:4
- Kaunas Hockey – Vilnius Hockey Punks 0:2, 4:3 n. V., 3:2

### Finale
- SC Energija – Kaunas Hockey 10:1, 3:2, 7:0